# Juan Pajuelo
Juan Pajuelo (Lima, 23 settembre 1974) è un ex calciatore peruviano, di ruolo difensore.

## Carriera

### Club
Ha giocato nella prima divisione peruviana.

### Nazionale
Ha partecipato alla Copa América 2001.

## Palmarès

### Club

#### Competizioni nazionali
- Campionato peruviano: 3

Universitario: 1998, 1999, 2000